# Sant Quirze Safaja
Sant Quirze Safaja település Spanyolországban, Barcelona tartományban. Lakosainak száma 669 fő (2024).

## Földrajza
Sant Quirze Safaja Castellcir, Sant Martí de Centelles, Figaró-Montmany, Bigues i Riells del Fai, Sant Feliu de Codines és Castellterçol községekkel határos.

## Népesség
A település lakosságának változását az alábbi diagram mutatja:
| Lakosok száma | 190  | 291  | 345  | 252  | 249  | 529  | 645  | 644  | 627  | 669  |
|               | 1717 | 1900 | 1940 | 1965 | 1991 | 2004 | 2009 | 2014 | 2019 | 2024 |